# Franck Duminil
Pour les articles homonymes, voir Duminil.
Franck Duminil est un artiste peintre de l'abstraction lyrique né à Paris le 27 décembre 1933 et mort à Paris le 13 juin 2014.

## Biographie
Après une enfance parisienne entrecoupée de voyages familiaux (Les Pyrénées, la ville de Pau notamment, mais aussi la plage de Cayeux-sur-Mer dans la Somme), Franck Duminil entre à l'école des beaux-arts de Bordeaux où il étudie l'architecture dans l'atelier Ferré avant de suivre les cours de Jean Prouvé au Conservatoire national des arts et métiers de Paris. En 1959, il part pour vingt-huit mois de service militaire, en Allemagne puis en Algérie.
De 1962 à 1967, il travaille comme dessinateur dans différents cabinets d'architectes de Paris (Louis Arretche, Max Tournier), peignant et participant à diverses expositions collectives simultanément. Ayant des relations avec Georges Mathieu vers 1980, son géométrisme improvisé, où l'impression de froideur incisive est soutenue par la dominante des noirs et des gris, fait qualifier son style très personnel (par Maurice J. Estrade) de « métallique ». Gérald Schurr, Le dictionnaire Bénézit et Jean-Pierre Delarge utilisent pour leur part le mot « aluchromie », pour évoquer ses peintures de Duminil sur aluminium par procédé electrochimique d'avant 1980, date à laquelle il revient à la peinture à l'huile avec des « abstractions ornementales qui évoquent de vastes nébuleuses ».
Franck Duminil s'installe définitivement dans le quartier de Montmartre en 1983.

## Expositions

### Expositions personnelles
- Galerie Dion, Paris, 1969[7].
- International House, Paris, 1973[7].
- Fondation Strafor, Paris, 1978.
- Radio-télévision France 3 Bretagne, Rennes, 1978[7].
- Hôtel Nikko, Paris, 1978[7].
- H.S. Kunst Galerie, Heidelberg, 1979, 1980, 1981[7], 1992, 1994, 2007 et 2013.
- Cloître de la Chartreuse Saint-Sauveur, Villefranche-de-Rouergue, 1980[7].
- Instituts culturels français de Santiago du Chili et de Valparaiso, 1980[7].
- Institut culturel Las Condes, Santiago du Chili, 1980[7].
- Radio-Télévision France 3 Alsace, Strasbourg, 1980[7].
- Modern Art Galerie, Bonn, 1981[7].
- Maison de Vincent van Gogh, Auvers-sur-Oise, 1981[7].
- Galerie Arcadia, Paris, 1983[7].
- Maison Française, Oxford, 1986[7].
- Galerie d'Art de l'Hôtel Astra, Paris, 1986.
- Maison des Pyrénées, Paris, 1986[7].
- Galerie Art Aujourd'hui, Paris, 1990 et 1992[7].
- Galerie Pascal Lainé, Gordes, 1990[7].
- Mac 2000, Grand Palais, Paris, 1990, 1992 et 1993[7].
- Galerie Plexus, Bordeaux, 1991, 1992 et 1993[7].
- Galerie 50 A, Nice, 1991[7].
- Galerie Sonia K, Lille, 1991[7].
- Galerie Castan, Echternach (Luxembourg), 1992[7].
- Galerie Samagra, Paris, 1992[7].
- Galerie Anne-Marie Galland, Paris, 1994[7].
- Galerie Septentrion, Marcq-en-Barœul, 1994[7].
- Galerie Nocera, Nice, 1994[7].
- Galerie du Musée, Genève, 1995.
- Maison Française, université Columbia, New York.
- La Grange au Lac, Évian-les-Bains.
- Chapelle de Collex-Bossy, Suisse.
- Centre national des Caisses d'épargne, Paris, 1996.
- La Ferme des arts et galerie Montfort, Vaison-la-Romaine, 1996
- Mac 2000, Espace Eiffel, 29 quai Branly, Paris, 1996, 1998 et 1999.
- Galerie Eric Le Gallo, Rouen, 1997.
- Galerie R.S.C.G., Paris, 1998.
- Pigments des toiles, Saga, Paris, 1999.
- Espace Châtelet-Victoria, Paris, 1999, 2001 et 2005.
- Galerie Arcturus, Paris, 2000, 2002, 2004.
- Galerie Schortgen Artworks, Luxembourg, 2000, 2003, 2006, 2012.
- Galerie d'art, aéroport de Paris-Orly Ouest, 2001.
- Traverse, Mers-les-Bains, 2001 et 2013.
- Galerie Bagatelle, Aix-les-Bains, 2001.
- Galerie Sérignan, Avignon, 2002 et 2004.
- Galerie d'art contemporain Maria Villalba, Barcelone, 2003.
- Galerie du Cardinal, Ajaccio, 2003.
- Fondation Taylor, Paris, 2004.
- Espace Bétemps, Bons-en-Chablais, 2005 et 2007.
- Galerie Michèle Guérin, Limetz-Villez, 2005.
- Collégiale Notre-Dame et Saint-Laurent, Eu (Seine-Maritime), avril-mai 2006.
- Galerie Saint-Vincent, Vannes, 2007.
- Galerie Béranger, Tours, 2007 et 2010.
- Galerie Le Sphinx, Montauban, octobre 2010.
- Europia, 15 avenue de Ségur, Paris, mai 2012, septembre-octobre 2013.
- Un homme dans l'infini, galerie Balastra, Balâtre (Belgique), octobre 2012.
- Ineffables présences, galerie Art Aujourd'hui, Paris, juin-juillet 2013.
- Franck Duminil, l'écriture silencieuse, cathédrale Notre-Dame de Rouen, avril-mai 2014.
- Espace culturel Jean Zabukovec, Saint-Germain-des-Angles (Eure), mai-juin 2014.
- Hommage à Franck Duminil, galerie Arcturus, 65 rue de Seine, Paris, janvier-février 2015.

### Expositions collectives
- Galerie Cimaise, Paris, 1964.
- Quatre peintres, Galerie Ror Volmar, Paris, 1965.
- Salon d'automne, Paris, 1971, 1973, 1987 et 1990[7].
- Maison des jeunes et de la culture, Neuilly-sur-Seine, 1971.
- Espace Cardin, Paris, 1973, 1995, 1996, 1999.
- Galerie de l'Aéroport de Paris-Orly, 1974 et 1988.
- Château de Lacapelle-Marival (Lot), 1976.
- Galerie Arpa, Paris, 1976.
- Maison des jeunes et de la culture, Rodez, 1977.
- Château de Vascœuil (Eure), 1978.
- L'arbre au présent, Château de Fontainebleau, 1978.
- Galerie Aresta, Paris, 1979.
- église Saint-Thomas de Touques, près Deauville, 1979.
- Bibliothèque Duhamel, Mantes-la-Jolie, 1981.
- Salon Comparaisons, Paris, 1983, 1986, 1988, 1990, 1992[7], 2012.
- Centre d'art contemporain Molène-Tazé, Paris, 1983.
- Osaka 85, Osaka (Japon), 1985.
- Salon Sud 92, Issy-les-Moulineaux, 1986 et 1987.
- Salon du dessin et de la peinture à l'eau, Paris, 1986 et 1988.
- Galerie Alias, Paris, 1987.
- Galerie Art Aujourd'hui, Paris, 1988, 1989 et 1991.
- Petits formats, Galerie AC 15, Paris, 1988.
- France-Japon, exposition itinérante au Japon (Musées municipaux de Tokyo, Yamaguchi, Nagano et Sapporo), 1990.
- Galerie Sonia K, Lille, 1990.
- Galerie Samagra, Paris, 1991.
- Château du Tremblay, Fontenoy (Yonne), 1991.
- Galerie Art International, Nancy, 1991.
- Galerie Demay-Debeve, Le Touquet, 1991.
- Galerie Septentrion, Marcq-en-Barœul, 1993.
- Musée Sursock, Beyrouth, 1993.
- Salon de la Jeune Peinture, Courbevoie, 1993[7].
- Salon Grands et jeunes d'aujourd'hui, Paris, 1994[7].
- Temple Josenji, Tokyo, 1994 (sous l'égide de l'Unesco).
- Galerie Espace suisse, Strasbourg, 1994.
- Musée de Shanghai, 1995.
- Galerie Aittouares, Paris, 1995.
- Galerie Lise et Henri de Menthon, Paris, 1997.
- Fête des artistes, Château Ricard, Marseille, 1997.
- Art et sports, Ministère de la Jeunesse et des Sports, Paris, 1997 et 1998.
- Art Pontoise, Pontoise, 1998.
- L'art dans le ruisseau, Conilhac-Corbières, 1998.
- Art Accès, Maison de l'étang, Louveciennes, 1999.
- Salon Coup de cœur, Espace Cardin, Bruxelles, 1999.
- Espace Bingen, I.G.S., Paris, 2000.
- Salon Coup de cœur, Musée de l'Unesco, Beyrouth, 2000.
- Hospice Saint-Charles, Rosny-sous-Bois, 2000.
- Art-Access, Espace Commines, 3e arrondissement de Paris, 2000.
- Exposition France-Chine-Japon 2001, Musée national de Chine, Pékin, 2001.
- Salon de printemps, Association Art et artistes à Montgeron, Franck Duminil invité d'honneur, 2001.
- Foire internationale de l'art contemporain (Stand Galerie Sérignan, Avignon), Nîmes, 2001, 2002, 2003, 2004, 2005.
- Salon Grands et jeunes d'aujourd'hui, Paris, septembre 2001.
- Salon Linéart, Gand (Belgique), 2002.
- St'art (Foire d'art contemporain de Strasbourg) (Stand Galerie Arcturus, Paris), 2002 et 2004.
- Galerie Atmosphère, Toronto (Canada), 2003.
- Galerie Bertrand Trocmez, Clermont-Ferrand, 2003.
- J.I.A.S. France-Japon, Tokyo, 2003 et 2007.
- Galerie Corianne, Paris, 2004.
- Salon Art Expo, Ballancourt-sur-Essonne, 2006.
- Foire internationale de l'art contemporain (Stand Galerie Michèle Guérin, Limetz-Villez), Grenoble, 2007.
- Les peintres du Salon Comparaisons, exposition itinérante en Italie (Galerie Zamehof, Milan, Castelo di Carlo, Lecce, Palazzo Zenobio Dorsoduro, Venise), juin-août 2012.
- Orangerie du Sénat, Paris, juillet 2012.
- Silent writing, exposition itinérante en Chine (Ningbo Museum of Art, Musée d'art de Shaoxing, Musée des beaux-arts de Hangzhou), janvier-avril 2013.
- Éloge du petit format, Galerie Art Aujourd'hui, Paris, janvier-mars 2014.
- 79e Salon international ligne et couleur (Franck Duminil, invité d'honneur), Mairie du 5e arrondissement de Paris, février 2014.
- Le cercle du Mont-Cenis, Espace Jean de Joigny, Joigny (Yonne), mars-avril 2014.

## Réception critique
- « Ledétail n'est plus issu de la réalité, mais indique une inflexion, une métamorphose, la matérialisation d'un instant. Pour ne pas altérer l'harmonie de ses tableaux, Duminil se concentre sur la logique interne de ses compositions due à sa connaissance des lois de la peinture. Étrangement, les éléments représentés ne sont pas ici statiques, ils sont doués d'une vie indépendante dans l'espace de la toile où ils semblent se mouvoir. Cela vient notamment de la capacité de l'artiste à faire respirer la matière en travaillant sa surface en épaisseur ou en légèreté. Si Franck Duminil nous amène inconsciemment vers certains horizons de réflexions, ses œuvres nous laissent cependant une grande liberté d'interprétation, la possibilité de faire jouer notre imaginaire. Duminil se glisse littéralement dans la couleur comme dans une mer toujours identique mais cependant changeante, variant autant au gré de la lumière que de nos humeurs. Ses créations sont comme ces pierres jetées dans l'eau qui génèrent en nous mille petites vaguelettes. » - Dominique Stal[7]

## Conservation

### Musées
- Musée Sursock, Beyrouth.

### Églises
- Basilique de l'Immaculée Conception, Lourdes.

### Œuvres en espaces publics
- Tour Maine-Montparnasse, Paris.
- Palais de justice de Lyon Part-Dieu.
- C.E.S. de Belleville-sur-Saône.
- Air France (Boeing 747).
- Hôtel de ville de Mers-les-Bains, Sans titre, huile sur toile 40x40cm.